# Per il mondo. World Tour 2010
Per il mondo. World Tour 2010 è un album live di Claudio Baglioni pubblicato nel 2010.
Il disco documenta il concerto tenutosi il 29 maggio 2010 al Royal Albert Hall di Londra, trasmesso anche su Sky.
Il disco debutta alla quinta posizione della classifica FIMI.

## Descrizione
L’album segna il debutto ufficiale di Baglioni nel Regno Unito e rappresenta il fulcro del suo primo tour intercontinentale, che nel corso del 2010 ha toccato cinque continenti, con una serie di concerti accompagnato dalla sua band.
Il CD è stato pubblicato in due edizioni. La versione standard, che contiene il disco live e la seconda edizione, una speciale digipak, presenta oltre al disco live anche il DVD che documenta visivamente l’intero evento, restituendo al pubblico l’atmosfera suggestiva dello spettacolo londinese. Le riprese sono quelle del concerto, trasmesse in prima visione su Sky Uno nel maggio 2010, e successivamente riproposte durante le festività natalizie dello stesso anno, in concomitanza con l’uscita del disco. Ad anticipare il gran concerto finale di capodanno Per Roma, Per il mondo tenutosi ai Fori Imperiali di Roma con oltre 300.000 spettatori nel circondario in doppio collegamento televisivo Sky e Rai.
Accanto ai grandi classici del repertorio di Baglioni, l’album include anche un inedito, il brano Per il mondo, che dà il titolo all’intero tour. Di questo brano è presente anche una seconda versione intima e minimale, denominata “notturna”, eseguita in chiusura del disco con il solo accompagnamento di chitarra e voce, a sottolineare la dimensione confidenziale del messaggio artistico.
L’album non solo celebra una tappa storica nella carriera del cantautore, ma racchiude anche lo spirito di un viaggio musicale globale, in cui la voce, le parole e le melodie di Baglioni si fanno ambasciatrici della canzone italiana nel mondo.

## Tracce
Testi e musiche di Claudio Baglioni, eccetto dove indicato
Disco 1
1. Per il mondo
2. Intro
3. Avrai
4. E tu come stai
5. Noi no
6. Mai più come te
7. Poster (Musica: Claudio Baglioni e Antonio Coggio)
8. Io me ne andrei (Musica: Claudio Baglioni e Antonio Coggio)
9. Con tutto l'amore che posso (Musica: Claudio Baglioni e Antonio Coggio)
10. Amore bello (Musica: Claudio Baglioni e Antonio Coggio)
11. Quante volte
12. Sono io
13. Niente più

Disco 2
1. Io sono qui
2. E tu (Musica: Claudio Baglioni e Antonio Coggio)
3. Un po' di più
4. Cuore di aliante
5. E adesso la pubblicità
6. Sabato pomeriggio (Musica: Claudio Baglioni e Antonio Coggio)
7. Quanto ti voglio (Musica: Claudio Baglioni e Antonio Coggio)
8. Mille giorni di te e di me
9. Porta portese (Musica: Claudio Baglioni e Antonio Coggio)
10. Questo piccolo grande amore (Musica: Claudio Baglioni e Antonio Coggio)
11. Strada facendo
12. Via
13. La vita è adesso
14. Coda
15. Per il mondo - acoustic / versione notturna

## Formazione
- Paolo Gianolio - chitarre, direzione musicale e cori
- Mario Guarini - basso e contrabbasso
- Elio Rivagli - batteria e percussioni
- Roberto Pagani - pianoforte, tastiere, fiati e cori
- Pio Spiriti - violino, tastiere, fisarmonica e cori

## Classifiche

### Classifiche settimanali
| Classifica (2010) | Posizione massima |
| ----------------- | ----------------- |
| Italia            | 5                 |

### Classifiche di fine anno
| Classifica (2010) | Posizione |
| ----------------- | --------- |
| Italia            | 67        |